# Superbe (Aube)
Die Superbe ist ein Fluss in Frankreich, der im Département Marne in der Region Grand Est verläuft. Sie entspringt unter dem Namen Vaure an der Gemeindegrenze von Connantray-Vaurefroy und Vassimont-et-Chapelaine, entwässert zunächst in nordwestlicher Richtung, schwenkt dann aber auf Südwest bis Süd und mündet nach insgesamt rund 40 Kilometern im Gemeindegebiet von Vouarces als rechter Nebenfluss in die Aube. Bei der Mündung stößt sie auf das benachbarte Département Aube. Auf den letzten rund 15 Kilometern wird sie vom Entwässerungskanal Canal de la Noue de Barbara (GKZ F1578101) begleitet.

## Orte am Fluss
(Reihenfolge in Fließrichtung)
- Connantray-Vaurefroy
- Fère-Champenoise
- Connantre
- Pleurs
- Angluzelles-et-Courcelles
- Saint-Saturnin
- Vouarces